# Grisaillemåleri

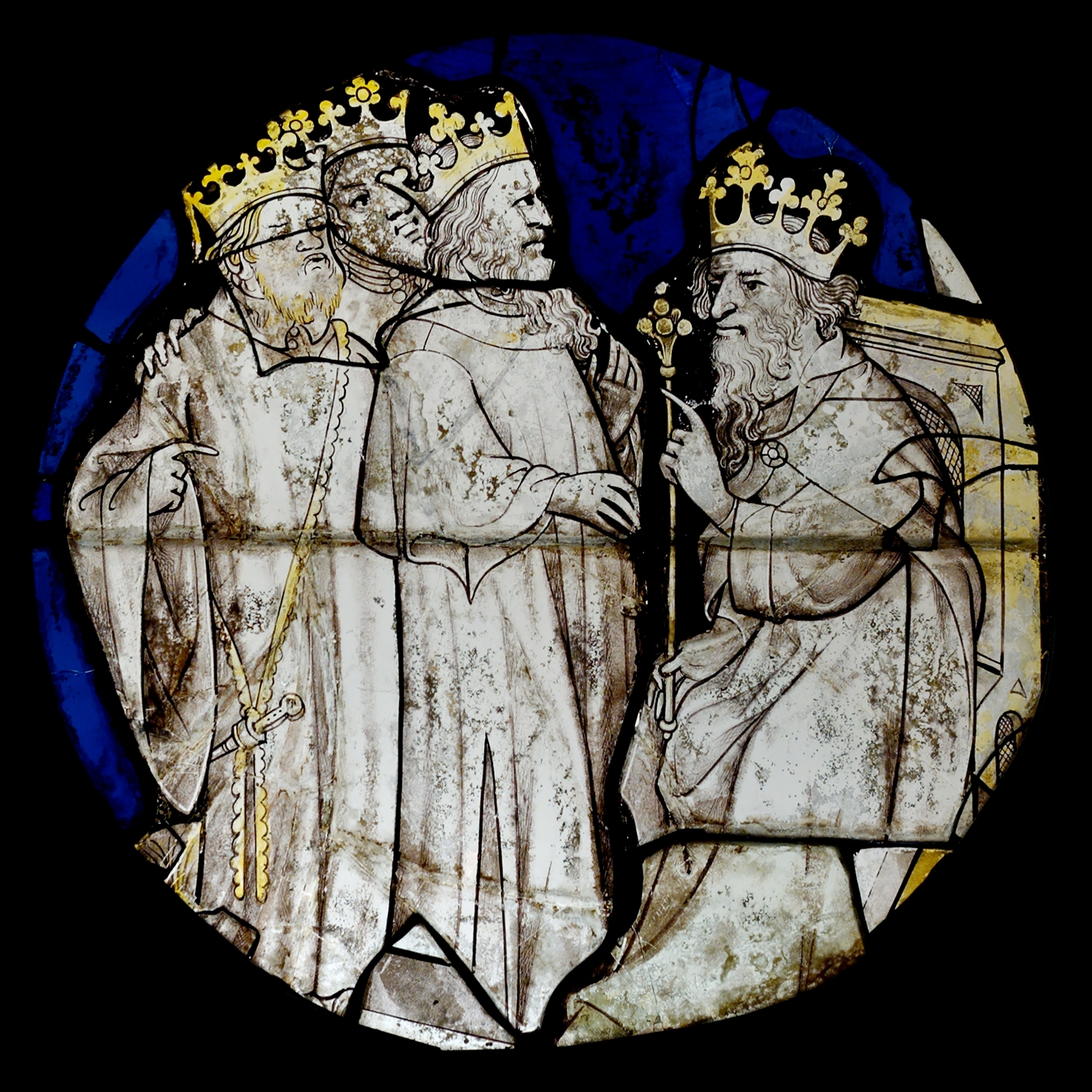
De tre vise männen hos Herodes, fransk glasmålning från 1400-talet.

Grisaillemålning (av franska: gris="grå") är måleri i gråtoner, ibland som imitation av lågrelief. Grisaillemåleri är känt sedan 1300-talet, först som dekoration på handskrifter, senare på möbler, väggar och tak. Ofta har tekniken använts i tak för att ge en illusion av stuckatur.
I Sverige är tekniken känd sedan 1500-talet och utvecklades under 1600- och 1700-talen till att med mycket stor skicklighet skapa effekten av djup på plana ytor. Liksom annat illusionsmåleri hade grisailletekniken en ny storhetstid under tiden strax före år 1900, för att sedan nästan helt försvinna under 1900-talet.  Grisaillemålade tak finns på bland annat Drottningholms slott, Gripsholms slott, Sjöö slott, Bogesunds slott, Skoklosters slott och Venngarns slott.
För att skapa den eftersträvade illusionen av djup byggs grisaillemålningen upp av  många färgskikt i olika grå nyanser, som utifrån en tänkt ljusriktning fördelas för att visa "skuggor" och "dagrar". Ibland har tekniken också används för målningar i någon färgton. I svenskt byggnadsmåleri har man oftast använt limfärg och mera sällan tempera och oljefärg.

## Några exempel på grisaillemåleri i Sverige
På Gripsholms slott finns ett kassettak i Drabantsalen, som är målat 1543. Taket är smyckat med porträtt och bladornamentik i sexkantiga fält, allt i grisaille, med inramning av målade lister i rött och vitt. Porträtten är målade med samtida tyska träsnitt som förlagor. 
I taket på inre gemaket i östra flygeln på Venngarns slott (uppfört 1670) finns ett tak där grisaillemålade slingor omger en plafondmålning som visar Maria med barnet omgiven av sjungande och spelande änglar. Ytterligare ett rum, ett förmak i östra flygeln, har grisaillemålat tak.
Taket i Kungälvs kyrka målades 1697–1698 av Erik Eriksson Grijs. Runda och rektangulära bildfält omges där av akantusblad i dekorativa mönster målade i grisaille mot färgstark botten.

## Bilder

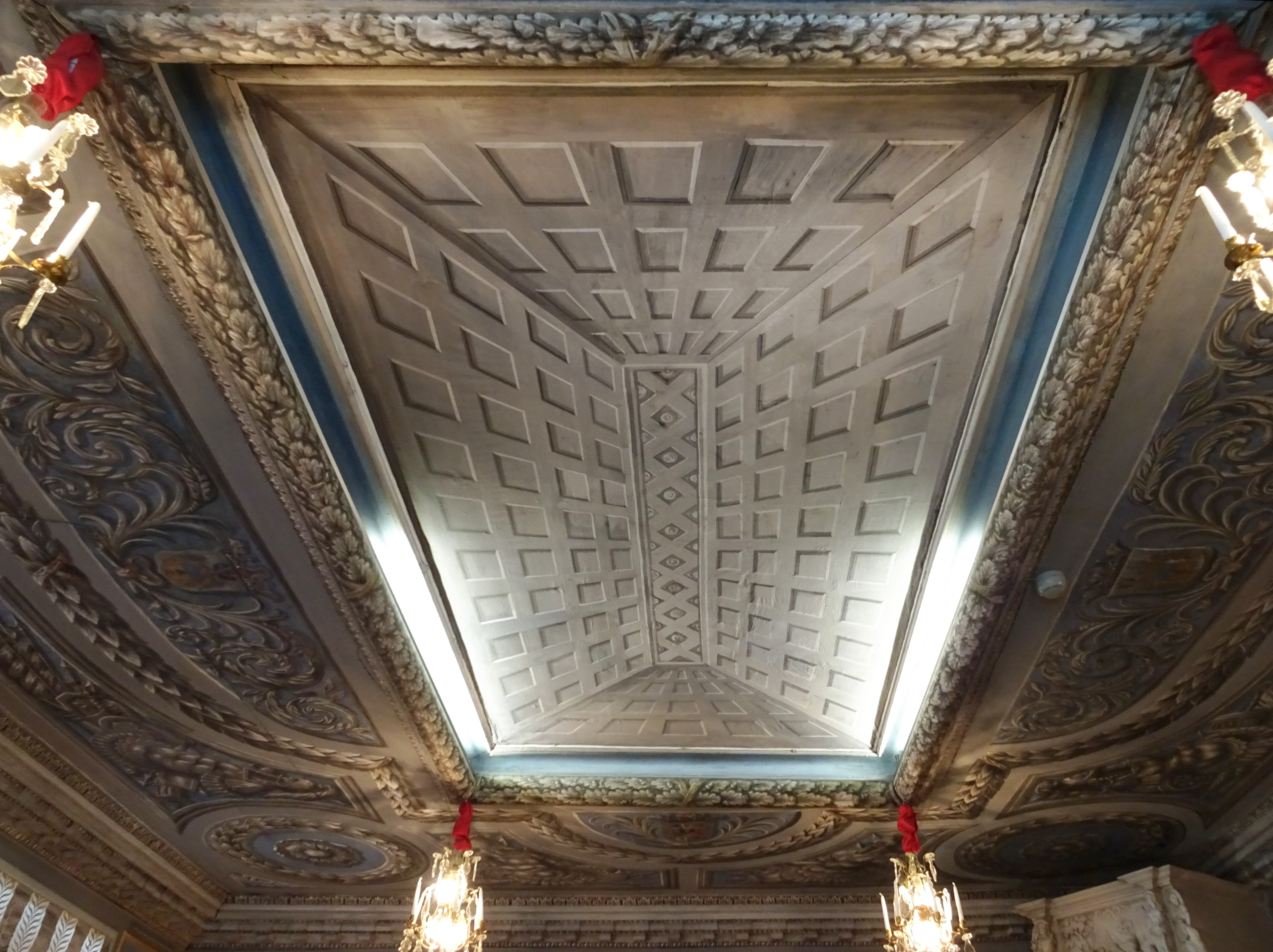
Ekebyhovs slott, takmålning i grisailleteknik med skenperspektiv i Wrangelska salen.
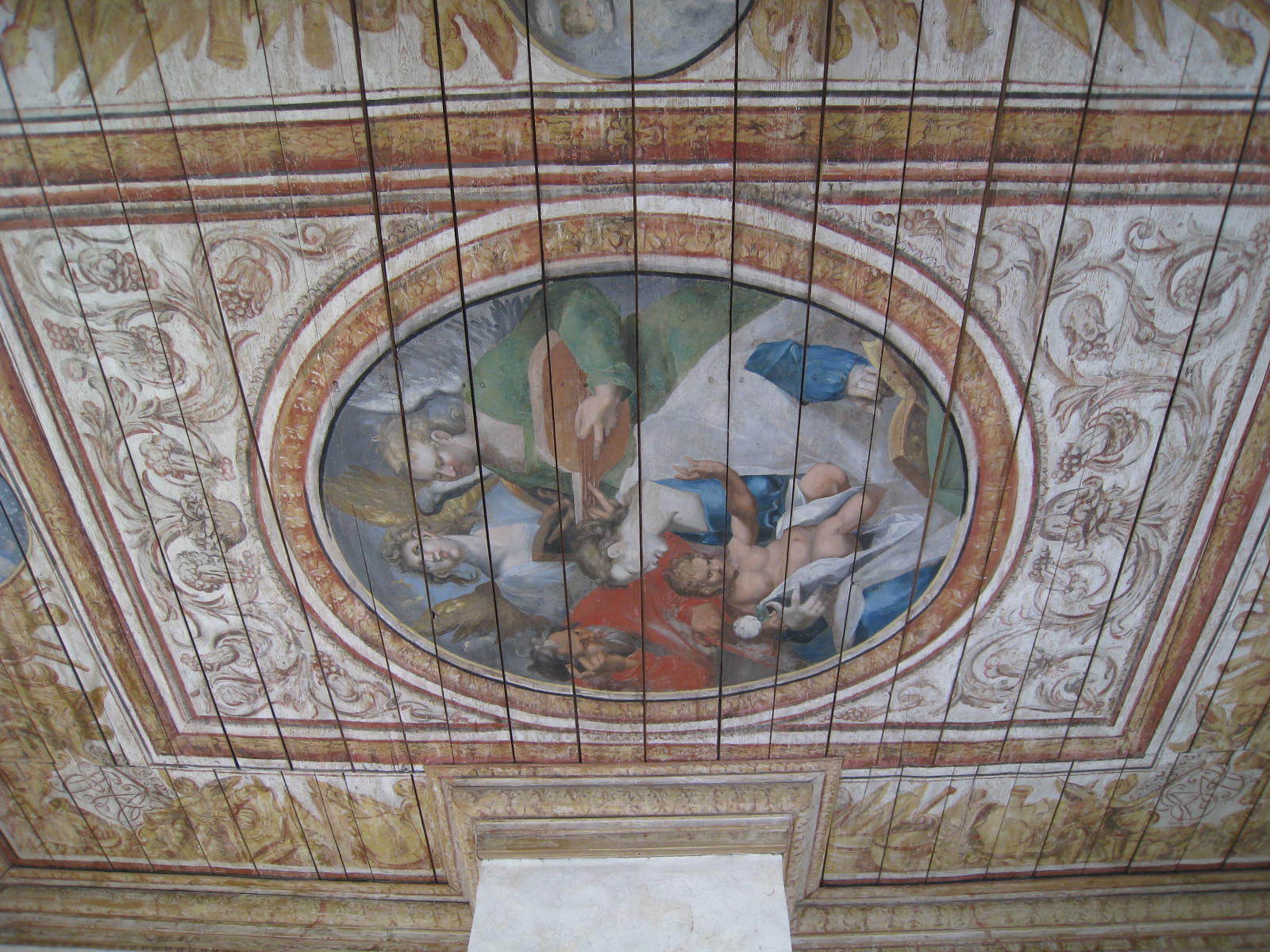
Venngarns slott, Sigtuna, plafondmålning från Magnus Gabriel De la Gardies tid i gemaket i östra flygeln. Målningen framställer "Den heliga familjen, omgiven av änglar".
Skoklosters slott, Uppland, rummet Antwerpen i Gästrumsvåningen har bröstpanel, dörr och fönsterluckor gråmålade i grisaille.
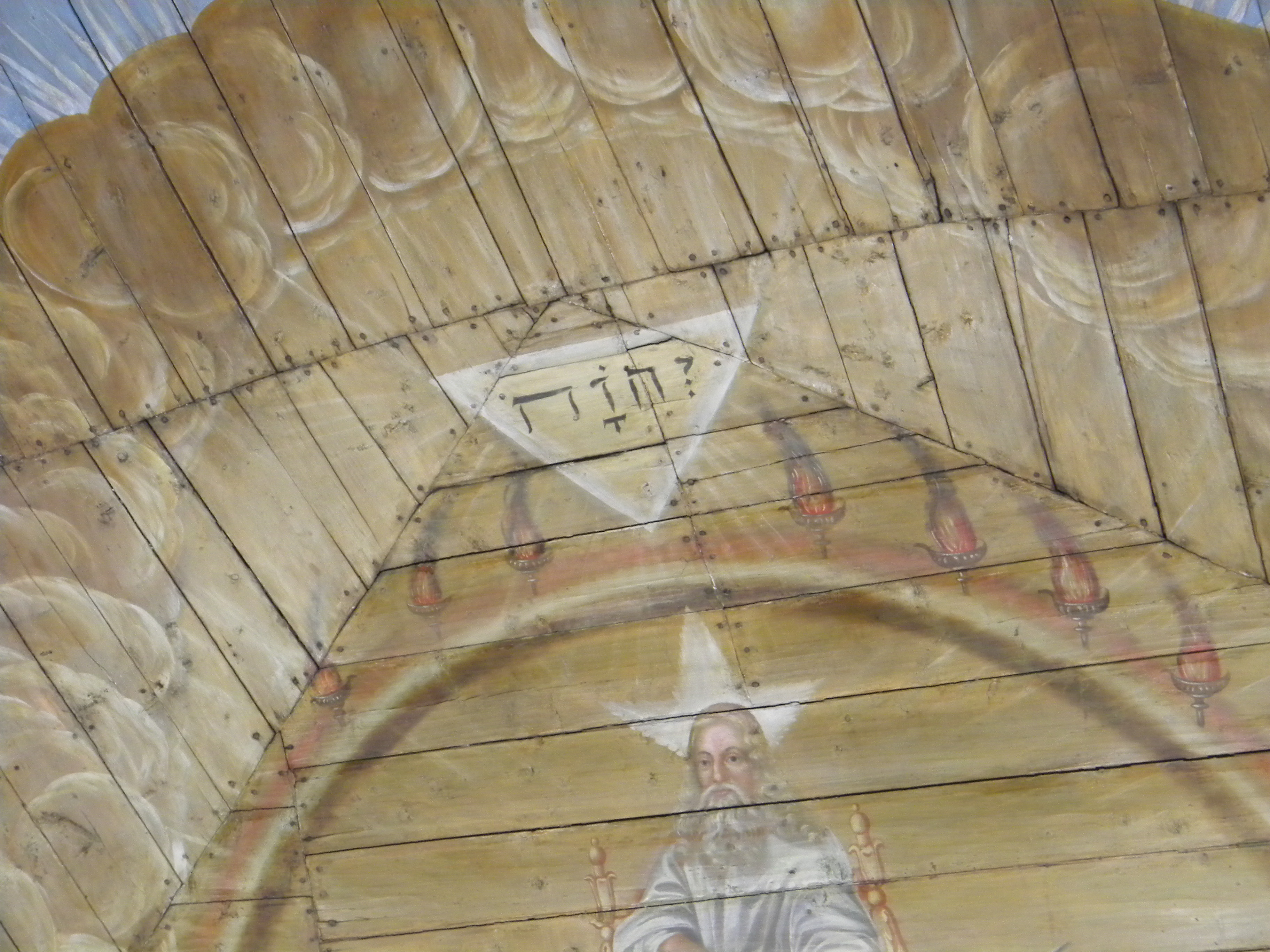
Kungälvs kyrka, del av takmålningarna målade av Erik Eriksson Grijs somrarna 1697 och 1698.
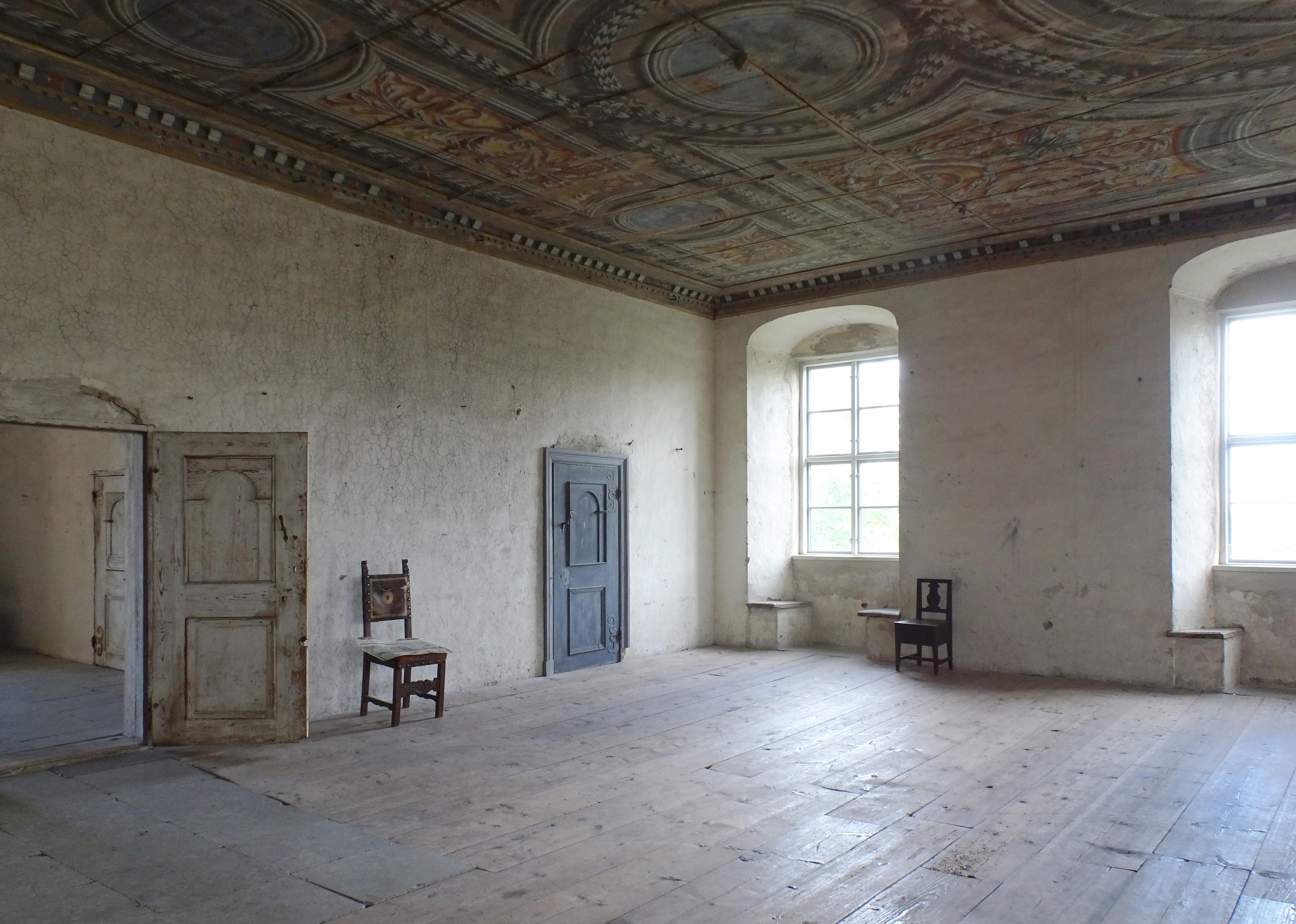
Bogesunds slott, Vaxholm, takmålningarna i stora festsalen högst upp tillskrivs målaren Berendt Vogel och är målade i grisaille 1669.
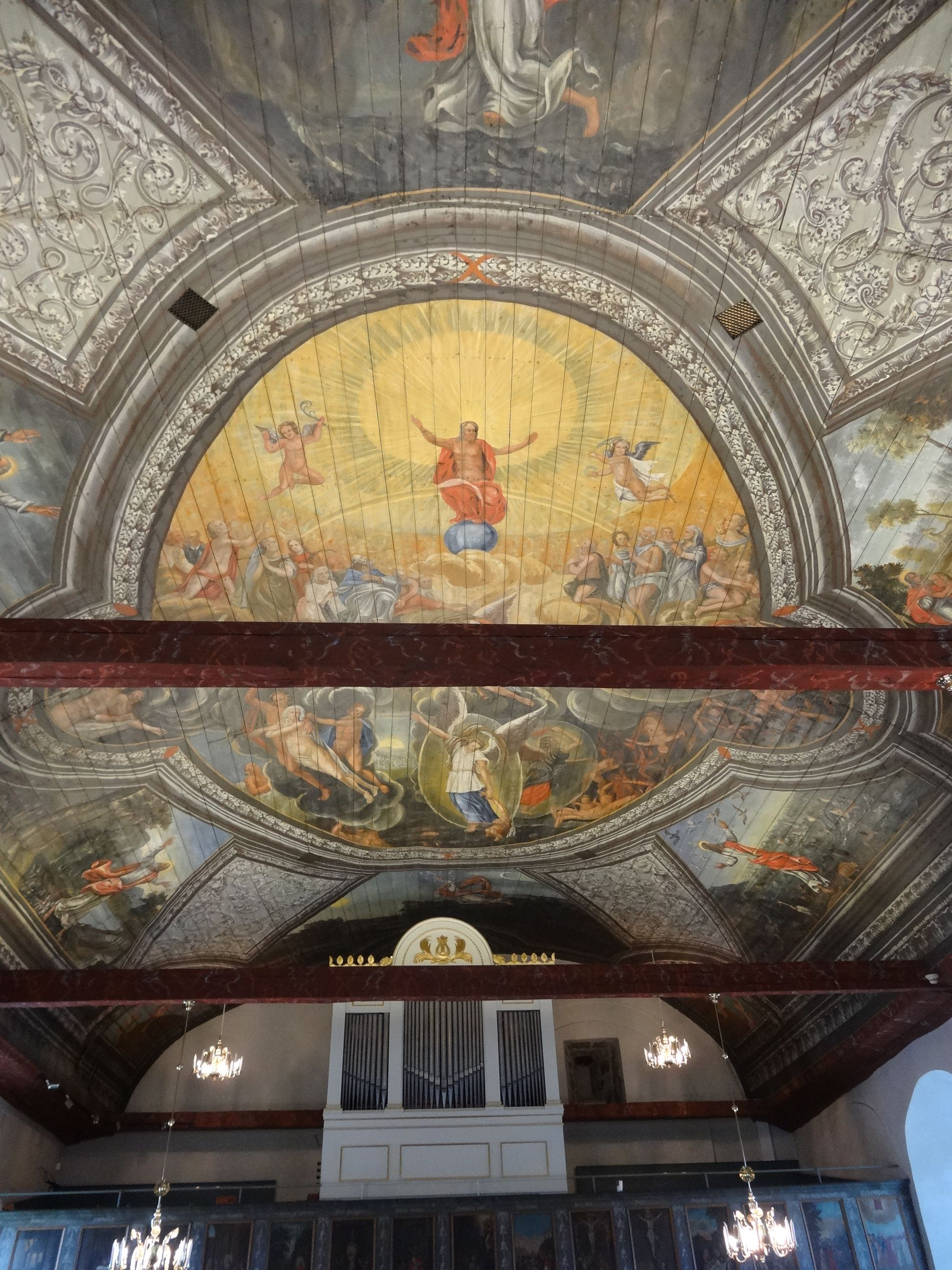
Bro kyrka, Bohuslän, takmålning med grisailleteknik i långhuset sedd från koret av Christian von Schönfeldt.
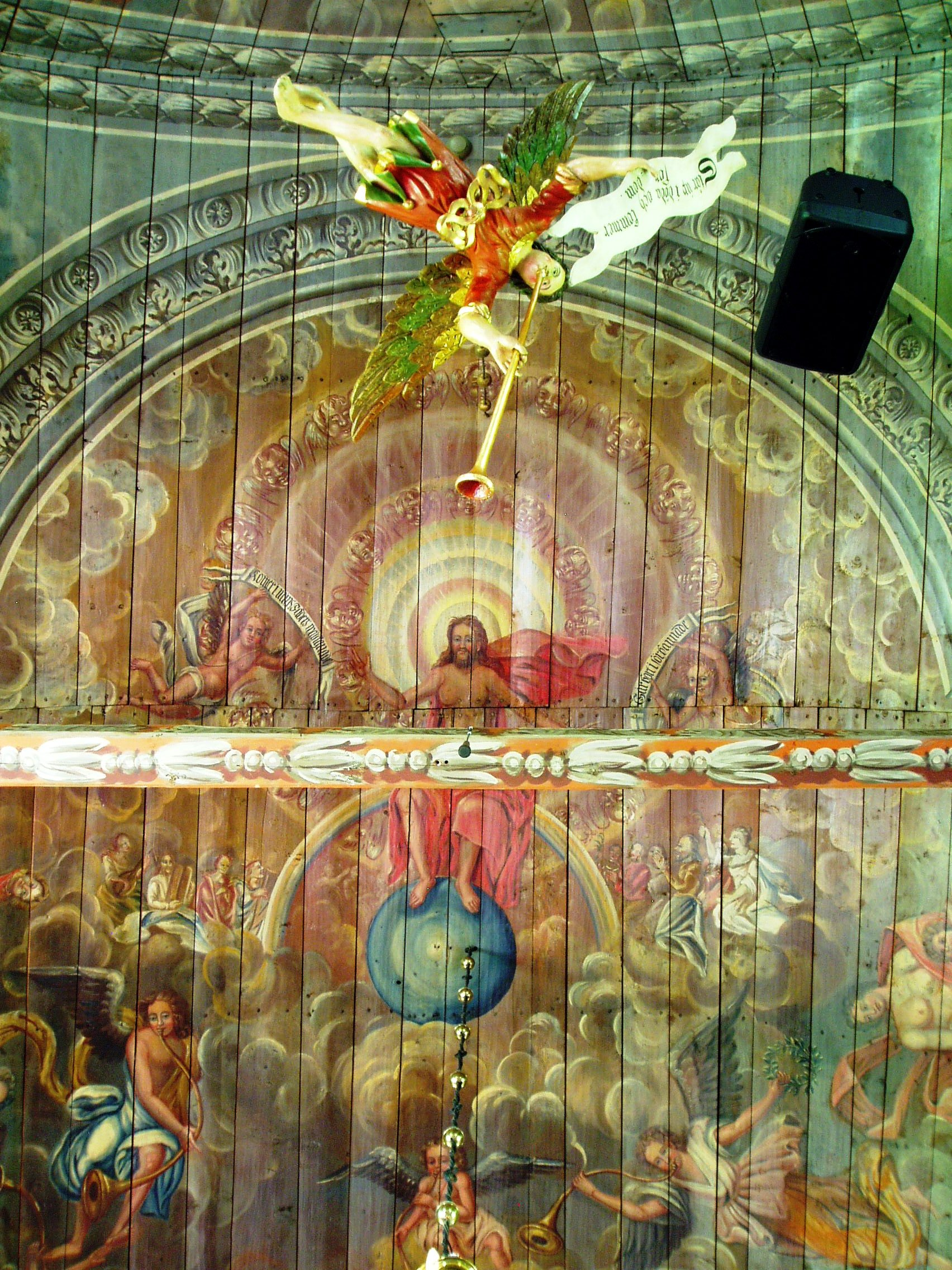
Råda kyrka, Västergötland, takmålning i långskeppet av Christian von Schönfeldt.